# クリスティアン・ゲルハーヘル
クリスティアン・ゲルハーヘル（Christian Gerhaher, 1969年7月24日 - ）は、ドイツのバリトンおよびバス歌手。日本語表記は、ゲルハーハー、ゲルハーエル、ゲアハ－ヘルなどあったが、現在はゲルハーヘルに落ち着いている。ドイツ語ネイティヴの発音は「ゲアハーエア」に近い。
オペラや宗教曲でも活躍するが、殊にドイツ歌曲の分野で高く評価されている。現在、夫人と3人の子どもと共にミュンヘン在住。

## 経歴
1969年7月24日、旧西ドイツのバイエルン州に生まれる。
大学で哲学を学ぶが、医学に転向。博士号を取得後、本格的に歌手を目指す。
ミュンヘンでパウル・クーエンとライムント・グリュンバッハに師事。ミュンヘン国立音楽大学のオペラ科に入学。フリーデマン・ベルガー教授の下でリートを学ぶ。ディートリッヒ・フィッシャー＝ディースカウ、エリーザベト・シュヴァルツコップ、インゲ・ボルクのマスタークラスを受講し、声楽教育を修了。
2000年、シュヴァルツェンベルクのシューベルティアーデで、イアン・ボストリッジの代役として「白鳥の歌」を歌い、大喝采を受ける。
以後、主にドイツ・リートの歌唱で知られるが、オペラでも、モンテヴェルディからワーグナーまでレパートリーは広く、大指揮者に最も信頼されるバリトン歌手の一人。
現在では、自身も後進の指導にあたり、アルデブルク音楽祭、イェール大学、アムステルダム・コンセルトヘボウ、シュヴェツィンゲン音楽祭でマスタークラスを開催。更に、名誉教授としてミュンヘン国立音楽大学にてワークショップを行なって、教鞭も執る。
2008年、来日。東京、名古屋、大阪で公演を行う。以後、2011年、2014年にも来日。

## 主な受賞
- 2006年、シューベルトの作品を収めた『夕暮れの情景』がグラモフォン賞。
- 同年、シュレースヴィヒ＝ホルシュタイン音楽祭では北ドイツ放送音楽賞。
- 2009年、シューマンの作品を収めた『メランコリー』で、エコークラシック賞年間最優秀歌手とＢＢＣ音楽賞、更に、ラインガウ音楽賞も受賞。
- 2010年、マーラーのアルバムがMIDEMクラシック賞年間最優秀歌手、オランダのエディソン・クラシック賞、ドイツ・レコード批評家賞年間最優秀賞。
- 同年、ロンドンのコヴェントガーデン王立歌劇場に、ワーグナー『タンホイザー』のヴォルフラムでデビュー。
- 2011年、同役でローレンス・オリヴィエ賞を受賞。

## 主な録音
これまで数々のCDをリリース。
ミュンヘン国立音楽大学からの盟友であるゲロルト・フーバーのピアノ伴奏で、シューベルトの三大歌曲集、シューマンの歌曲集を録音。
また、マーラーの歌曲集には、「さすらう若人の歌」、「リュッケルトの詩による歌曲」が収録されている。
以下、オーケストラとの主な共演。
- アンネ・ゾフィー・フォン・オッターとの「テレージエンシュタットの失われた作品を歌う」（ドイツ・グラモフォン）等。
- メンデルスゾーン：「エリアス」（ライプツィヒ・ゲヴァントハウス管弦楽団/ヘルベルト・ブロムシュテット指揮）
- ベートーヴェン：交響曲第９番（ライプツィヒ・ゲヴァントハウス管/ヘルベルト・ブロムシュテット指揮）
- カール・オルフ「カルミナ・ブラーナ」（ＥＭＩ-ベルリン・フィル/サイモン・ラトル指揮、ドイツ・グラモフォン-バイエルン放送響/ダニエル・ハーディング指揮）
- マーラー「大地の歌」（モントリオール響/ケント・ナガノ指揮/テノール：クラウス・フロリアン・フォークト）
- ハイドンのオラトリオ「天地創造」「四季」、オペラ「騎士オルランド」、バッハ「クリスマス・オラトリオ」、シューマン「楽園とペリ」（以上、ニコラウス・アーノンクール指揮）
- シューマンの「ゲーテのファウストからの情景」（ロイヤル・コンセルトヘボウ、ライヴ）。